# 横断研究
横断(的)研究（おうだん（てき）けんきゅう、Cross-sectional study, transverse study, prevalence study とも呼ばれる）とは、医学研究、社会科学、生物学における観察研究の一種で、ある特定の時点における母集団または代表的な部分集合からのデータ、すなわち横断的データを分析する研究デザインである。
経済学では、ある時点でのある独立変数と従属変数との因果関係の有無とその大きさを明らかにするために、横断的回帰を用いた研究が行われる。時系列分析とは異なり、1つまたは複数の経済集合体の活動を1時点で見るものである。
医学研究では、通常、横断研究では対象となる集団全体のデータを提供する事を目的とする点が、特定の疾患を発症した人のみを対象としてその人とマッチしたサンプル（多くの場合、極少数の人）とを比較する症例対照研究とは異なる。横断研究は、記述的な研究である（縦断的でも実験的でもない）。症例対照研究と異なり、オッズ比だけでなく、絶対リスクや有病率からの相対リスク（有病率リスク比（PRR）と呼ばれることもある）を記述する目的に用いる事が出来る。病気の有病率など、母集団の特徴を説明するのに用いられる事もあるが、因果関係を証明する事は出来ない。縦断研究は、この2つの研究とは異なり、調査対象となる集団の構成員について、一定期間に亘って2回以上の観察を行うものである。

## 医学研究
横断研究とは、ある特定の時点で収集されたデータを対象とするものである。急性疾患や慢性疾患の有病率の評価に用いられる事が多いが、疾患の原因や介入の結果に関する質問への回答に用いる事は出来ない。横断的データは、時間性が不明な為、因果関係の推測には使用できない。このようなデータはセンサス（全数調査）と呼ばれる事もある。横断研究では、過去に関する質問など、特別なデータ収集が必要な場合もあるが、元々別の目的で収集されたデータを利用する事が多い。横断研究にはある程度の費用がかかる為、希少疾患の研究には適していない。また、過去の出来事を思い出すのが難しい事もバイアスの原因となる。

### 横断研究の利点
日常的に収集されたデータを使用する事で、大規模な横断的研究を殆ど、あるいは全く費用をかけずに行う事が出来る。これは他の形式の疫学研究に比べて大きな利点である。日常的に収集されたデータを用いた安価な横断研究から、仮説を示唆する症例対照研究、さらに費用と時間のかかるコホート研究や臨床試験へと自然な流れで進んでいく事で、より強力な証拠が得られる可能性がある。横断研究では、特定のグループを対象に、ある活動（例えば飲酒）が調査対象の健康状態（例えば肝硬変）と関連しているかどうかを調べる。アルコールの使用が肝硬変と相関していれば、アルコールの使用が肝硬変と関連しているかも知れないという仮説を支持する事になる。

### 横断研究の欠点
日常的なデータは、特定の質問に答えるように設計されていない場合がある。
日常的に収集されたデータでは、どの変数が原因でどの変数が結果なのか、通常は記述されていない。元々他の目的で収集されたデータを用いた横断的研究では、交絡因子（推定される原因と結果の関係に影響を与える他の変数）に関するデータを含める事が出来ないケースが多い。例えば、現在のアルコール摂取量と肝硬変に関するデータのみでは、過去のアルコール摂取量や他の原因の役割を検討する事が出来ない。横断的研究は、想起バイアスの影響を非常に受けやすい。
殆どの症例対照研究では、目的の仮説を検証できるように特別に設計されたデータフィールドを含むデータを全参加者について収集している。しかし、強い個人的感情が関与する可能性のある問題では、特定の質問がバイアスの原因となる場合がある。例えば、個人的な罪悪感を軽減したいと考えている人が、過去のアルコール摂取量を誤って報告することがある。このようなバイアスは、日常的に収集された統計では少ないかも知れず、地域毎のアルコールの課税記録など、第三者によって観察されている場合には効果的に排除されるかも知れない。

#### 集計データの弱点
横断研究には、個人レベルのデータ（国民健康調査などでは、個人ごとに1つの記録）を含める事が出来る。しかし、現代の疫学では、対象となる集団全体を調査することが不可能な場合がある為、横断研究では、別の目的で収集したデータの二次分析を行う事が多い。このような場合、研究者は個人の記録を入手する事が出来ず、集団レベルの情報を使用しなければならないことが多くある。このようなデータの主な入手先は、国勢調査局や疾病予防管理センターのような大規模な機関であることが多い。最近の国勢調査では、個人のデータは提供されず、例えば英国では個人の国勢調査データは100年後にしか公開されない。その代わり、データは通常、行政区域毎に集計される。集計されたデータに基づく個人に関する推測は、生態学的誤謬によって弱められる。また、個人レベルのデータの集計に基づいて、集計された数に関する仮定がなされる「原子論的誤謬」を犯す可能性についても考慮すべきである（国勢調査区を平均して郡の平均値を算出するなど）。例えば、都市レベルでは乳幼児死亡率と世帯収入の間に相関関係がないが、個人レベルでは乳幼児死亡率と世帯収入の間に強い相関関係があるというのは事実かも知れない。集計データを用いる全ての統計は見掛けの相関（compositional effect）の影響を受ける為、重要なのは個人レベルでの所得と乳幼児死亡率の関係だけでなく、各都市における低所得者、中所得者、高所得者の割合である。症例対照研究は通常、個人レベルのデータに基づいている為、この問題はない。

## 経済学
経済学では、横断研究は、様々な時点から得られたデータを使用することによる、残差の系列相関などの様々な複雑な問題を回避できるという利点がある。また、変数間の関係の性質が時間的に安定しているという仮定を必要としないという利点もあるが、ある時点での結果が別の時点でも有効であると仮定する場合には注意が必要であるという代償を払うことになる。
経済学における横断研究の例として、ある時点での貨幣需要（流動性の高い金融資産を様々な人が保有している金額）を、所得、金融資産総額、様々な人口統計学的要因に回帰することが挙げられる。各データポイントは特定の個人や家族についてのものであり、回帰は個人や家族の全人口からある時点で抽出された統計的サンプルに対して行われる。対照的に、貨幣需要の経時的分析では、国全体の様々な時点での貨幣保有量のデータを使用し、それを同時期の（あるいはほぼ同時期の）所得、総金融資産、および何らかの金利指標に回帰させる。横断研究には、個人差に対する様々な人口学的要因（例えば、年齢）の影響を調べる事が出来るという利点があるが、横断研究では、ある時点で観測されたすべてのユニットが同じ現在の金利水準に直面している為、金利が貨幣需要に与える影響を調べる事が出来ないという欠点がある。

## 参考資料
1. ↑  Schmidt, CO; Kohlmann, T (2008). “When to use the odds ratio or the relative risk?”. International Journal of Public Health 53 (3):  165-167. doi:10.1007/s00038-008-7068-3. PMID 19127890.(要購読契約)
2. ↑  Lee, James (1994). “Odds Ratio or Relative Risk for Cross-Sectional Data?”. International Journal of Epidemiology 23 (1):  201-203. doi:10.1093/ije/23.1.201. PMID 8194918.
3. ↑  近藤尚己「国際保健研究における多重レベル分析 : その有用性と基礎」『国際保健医療』第26巻第2号、日本国際保健医療学会、2011年、75-80頁、doi:10.11197/jaih.26.75、ISSN 0917-6543、NAID 130004942237。

## 情報源
- Epidemiology for the Uninitiated by Coggon, Rose, and Barker, Chapter 8, "Case-control and cross-sectional studies", BMJ (British Medical Journal) Publishing, 1997
- Research Methods Knowledge Base by William M. K. Trochim, Web Center for Social Research Methods, copyright 2006
- Cross-Sectional Design by Michelle A. Saint-Germain